# Natore (district)
Natore est un district du Bangladesh. Il est situé dans la division de Rajshahi. La ville principale est Natore.

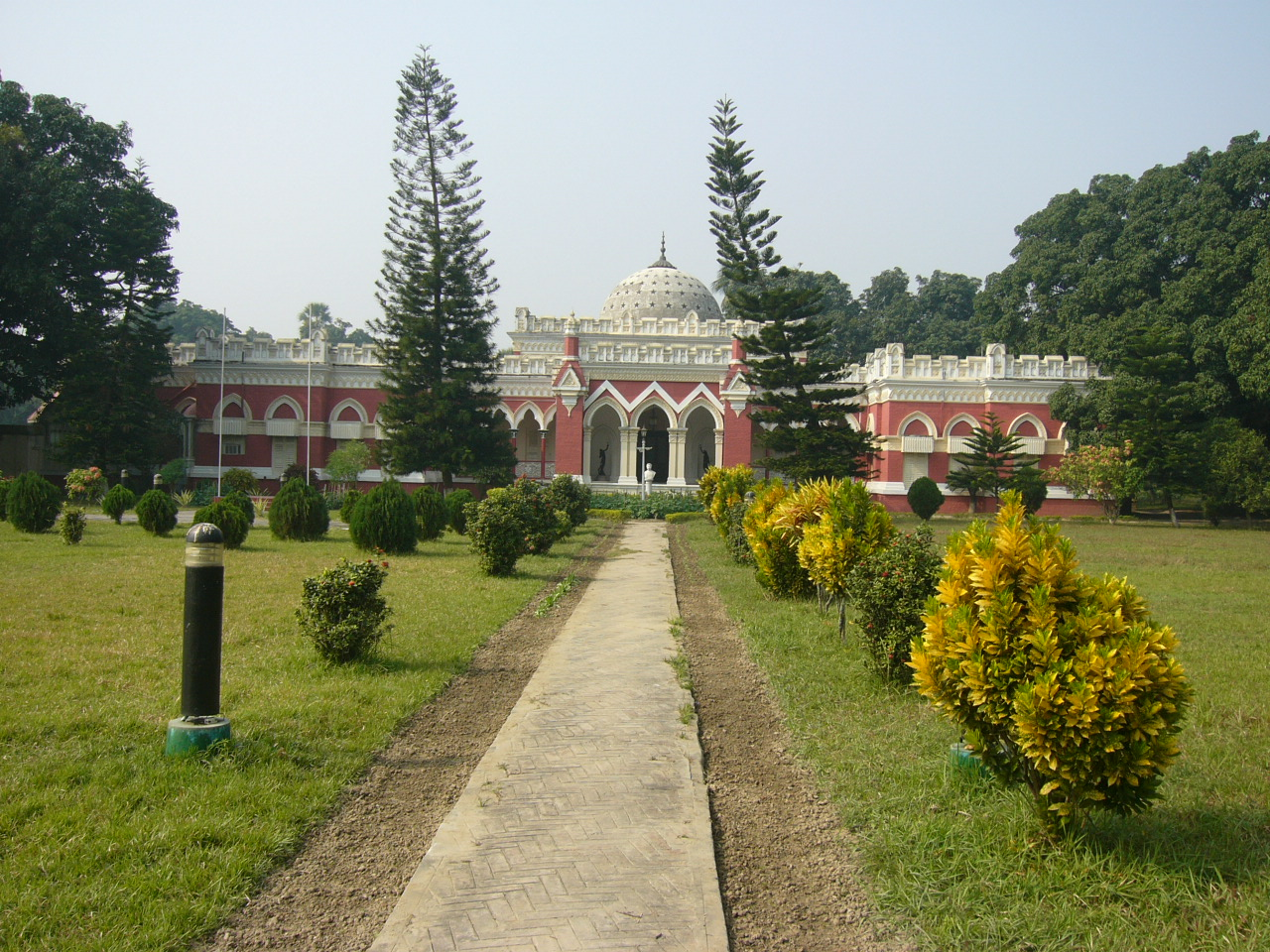
Uttara Ganabhaban